# كلية الحقوق (جامعة مدينة السادات)
كلية الحقوق بجامعة مدينة السادات، هي كُليّة تختص بالتعليم الجامعي وبالدراسات العليا من دبلوم وماجستير ودكتوراه. تقع الكلية في مدينة السادات شمال مصر.

## تاريخ
تأسست الكلية عام 2001 كفرع لكلية الحقوق بشبين الكوم التابعة لجامعة المنوفية، ثم أنشئ فرع لجامعة المنوفية بمدينة السادات وأصبحت كلية مستقلة بذاتها تابعة للفرع الجديد. حتى استقل الفرع وأصبحت تابعة لجامعة مدينة السادات منذ 25 مارس عام 2013.
تخرجت أول دفعة في الكلية في العام الجامعي 2004 - 2005.

## أقسام الكلية
تشمل الكلية على 14 قسم:
- الاقتصاد والمالية العامة والتشريع الضريبي.
- الشريعة الإسلامية.
- العلوم الإدارية.
- العلوم الاقتصادية.
- القانون العام.
- فلسفة القانون وتاريخه.
- قانون الاستثمارات الدولية.
- القانون التجاري.
- القانون الجنائي.
- القانون الخاص.
- قانون دولي خاص.
- قانون دولي عام.
- قانون مدني.
- قانون المرافعات.